# Theligonum cynocrambe
La porcaccia dei fossi (Theligonum cynocrambe L.) è una pianta erbacea della famiglia delle Rubiacee.

## Distribuzione e habitat
La specie è diffusa nelle aree costiere del bacino del Mediterraneo.
Vegeta su muri, ruderi e terreni pietrosi, raggiungendo un'altitudine dal livello del mare di 800 m.